# Das sündige Dorf (1940)
Das sündige Dorf ist ein deutscher Film des Regisseurs Joe Stöckel aus dem Jahr 1940. Er ist die erste Verfilmung des gleichnamigen Schwanks von Max Neal. Bei der Neuverfilmung Das sündige Dorf (1954) spielte Joe Stöckel wieder die Hauptrolle.

## Handlung
Als die Söhne des Bauern Thomas und seiner Frau Therese Stangassinger, Toni und Sepp, den Eltern ihre Verlobten vorstellen, glauben diese, in den Auserwählten ihre jeweiligen unehelichen Töchter zu erkennen. Durch Intrigen versuchen die beiden nun, die Liebenden auseinanderzubringen, um eine Geschwisterehe zu verhindern. Glücklicherweise stellt sich am Ende heraus, dass der Doppelhochzeit nichts im Wege steht.